# Relations entre la France et l'Ukraine
Les relations entre la France et l'Ukraine sont des relations internationales s'exerçant entre deux États d'Europe, la République française et la République d'Ukraine. Elles sont structurées par deux ambassades, l'ambassade de France en Ukraine et l'ambassade d'Ukraine en France.
En 2021, la diaspora ukrainienne en France comporte entre 80 000 et 100 000 personnes et 18 000 Ukrainiens ont un titre de séjour.

## Historique
On peut dater les premiers signes d'une réelle communication entre les deux États au milieu du XIe siècle, et plus précisément en 1048, lorsqu'une délégation diplomatique française fut envoyée à Kiev afin d'obtenir la main d'Anne de Kiev, fille de Iaroslav le Sage, pour un futur mariage avec Henri Ier, alors Roi de France et petit-fils d'Hugues Capet. Cette union, célébrée le 19 mai 1051, donna naissance à quatre enfants dont Philippe Ier, futur roi. 

Par la suite, peu de relations ont été observées entre les deux régions. On peut toutefois noter la venue du chef militaire Bohdan Khmelnytsky à Fontainebleau en avril 1645 et sa rencontre avec le Comte De Brégy alors ambassadeur en Pologne, à Varsovie, afin de discuter de la possibilité de l'enrôlement de soldats cosaques dans l'armée française.
Ainsi, ce seraient plus de 2 000 Cosaques d'Ukraine qui auraient pris part au siège de Dunkerque, en 1646, avec l'armée du Grand Condé.

Le territoire ukrainien est ensuite (du XVIIIe siècle à 1917 puis de 1920 à 1991) sous domination autrichienne et russe, empêchant tout contact direct avec les autres États. On peut cependant retenir le débarquement de troupes françaises dans le port d'Odessa en décembre 1918 dans le but de soutenir les Armées blanches dans leur résistance contre les bolchéviques.

Les relations ne reprirent réellement qu'à partir de décembre 1991, avec notamment la signature d'un traité d'entente et de coopération en juin 1992, un an après l'indépendance du pays.

## Depuis l'indépendance
L'indépendance de l'Ukraine est déclarée en août 1991. L'ouverture de l'ambassade de France en Ukraine (à l'emplacement de l'ancien Consulat général de France à Kiev) en 1992 ainsi que celle de l'ambassade d'Ukraine en France (Paris) marquent véritablement le départ des relations bilatérales entre les deux pays. Roland Dumas, alors ministre des affaires étrangères signe l'acte d'indépendance de l'Ukraine et se rend dans la jeune république en janvier 1992, tandis que Leonid Kravtchouk, premier président de l'Ukraine, se déplace en France la même année. Toutefois, on remarquera que François Mitterrand, alors président de la République française, n'a effectué aucune visite officielle dans le pays, au contraire de son homologue ukrainien.

D'autres rencontres ont également eu lieu, qu'il s'agisse de visites officielles ou de travail et ce, parfois dans le cadre de différentes conférences internationales. On peut ainsi noter le déplacement de Jacques Chirac du 2 au 4 septembre 1998 ainsi que celui de Viktor Ianoukovytch en octobre 2010, tous deux présidents de leur pays respectif.
En France, les événements liés à la révolution orange, qui se sont déroulés en Ukraine de novembre 2004 à janvier 2005 ont été suivis de près, et ont entraîné la recrudescence des relations entre les deux pays. En effet, bien que la France ait émis certaines réserves concernant la dénonciation du déroulement de l'élection présidentielle ukrainienne de 2004, le président Jacques Chirac aurait toutefois admis, le 26 novembre 2004 (soit cinq jours après le second tour), l'existence de fraudes ou, du moins, d'un manque de transparence. Michel Barnier, alors ministre français des Affaires étrangères, a également été le premier homme politique de son niveau à effectuer une visite en Ukraine (le 5 février 2004) à la suite de la révolution orange, rencontrant le nouveau président ukrainien (Viktor Iouchtchenko), la première ministre (Ioulia Tymochenko), ainsi que le ministre ukrainien des affaires étrangères (Borys Tarassiouk).
De plus, ces dernières années, la France semble s'est montrée très avenante, en ce qui concerne une hypothétique adhésion de l'Ukraine à l'Union européenne, en témoigne le sommet Ukraine-Union européenne de 2008, qui s'est tenu à Paris. Par ailleurs, c'est cette position de la France, de plus en plus ukrainophile, qui aurait motivé la venue de Ioulia Tymochenko dans le pays, pour sa première visite officielle, du 12 au 14 juin 2005.

### Soutien à l'Ukraine lors de l'invasion russe
En 2022, après l'invasion de l'Ukraine par la Russie, Emmanuel Macron exige « le respect immédiat d’un cessez-le-feu » et le Premier ministre Jean Castex affirme « l’engagement total de la France » aux côtés de l'Ukraine. 
Sur le plan militaire, la France donne des équipements individuels (casques, gilets pare-balles, jumelles de vision nocturne, rations de combat), des tenues de protection nucléaire et du matériel médical. Du matériel militaire lourd est aussi fourni : blindés, canons, missiles, systèmes de défense anti-aériennes, radar Thales… Des munitions de divers calibres et du carburant sont aussi envoyés. Des militaires ukrainiens sont formés par la France pour l'utilisation de ces armes . Ces livraisons comprennent notamment des obusiers CAESAR  et des blindés AMX-10 RC,,.
En novembre 2023, un rapport parlementaire présenté devant la commission de la défense et des forces armées de l’Assemblée nationale, indique que l'aide militaire française à l'Ukraine se chiffre à 3,2 milliards d’euros depuis février 2022. Le 18 janvier 2024, le général Guilloton dirige la coalition Artillerie pour l’Ukraine qui a été lancée par le ministre Sébastien Lecornu.
En mars 2024, un accord bilatéral de sécurité pour une durée de dix ans, est signé entre la France et l'Ukraine. Cet accord prévoit un renforcement de la coopération militaire, notamment dans les domaines de l’artillerie et de la défense aérienne. Pour 2024, la France s'engage à fournir « jusqu’à trois milliards d’euros de soutien supplémentaire». Soumis au vote au sein de l'Assemblée nationale française, l'accord est approuvé par les députés avec 372 voix pour, 99 voix contre et 101 abstentions,. Présent en France à l'occassion du 80e anniversaire du débarquement de Normandie, le président Volodymyr Zelensky s'adresse en personne, le 7 juin 2024, aux députés français à l’Assemblée nationale dans l’enceinte du palais Bourbon. Il remercie la France pour son soutien diplomatique et militaire.

## Représentations diplomatiques
La France possède quatre agences consulaires en Ukraine (à Lviv, Kharkiv, Odessa et Donetsk), tandis que l'Ukraine possède un consulat à Marseille.

## Commerce
En 2011, la France était le septième investisseur étranger en Ukraine, avec plus de 2 000 Milliards de dollars investis et l'implantation de plus de 300 entreprises françaises dans le pays.
Les exportations françaises en Ukraine sont évaluées, en 2012, à 1,058 Milliards d'euros. La même année, les exportations ukrainiennes vers l'Hexagone s'élevaient à 539 millions d'euros.
L'année 1994 voit la création de la Chambre de commerce et d'industrie franco-ukrainienne (CCIFU) sous le nom d'Association de la communauté française d'affaires en Ukraine et qui, en outre, assure la représentation et la défense des entreprises françaises en Ukraine, et tente de développer les échanges commerciaux entre les deux pays.

## Francophonie, éducation et culture
Même s'il est peu implanté, le réseau francophone d'Ukraine possède quelques structures importantes. En effet, à l'Institut français d'Ukraine et l'École française de Kiev s'ajoutent différents centres de documentation et de formation ainsi que de nombreuses alliances françaises.
En collaboration avec le ministère ukrainien des arts et de la culture, l'ambassade de France organise de nombreux événements visant à promouvoir les créations artistiques françaises. En bref, on peut citer le Printemps français qui propose des expositions, interventions, ainsi que la projection de films français, et qui a fêté ses dix ans en 2013.
En outre, différentes écoles et universités françaises proposent des programmes de bourses aux étudiants ukrainiens, pour que ceux-ci aient la possibilité de poursuivre leurs études en France. Le Campus France Ukraine participe ainsi régulièrement à différents salons ayant pour thème l'éducation, afin de faciliter la venue de jeunes ukrainiens dans l'Hexagone.
La Fédération Échanges France Ukraine, qui comporte une quinzaine d'associations, est fondée en 1992 avec pour but l'accompagnement de jeunes ukrainiens défavorisés (avec la possibilité d'en faire venir certains en France durant un court séjour), ainsi que l'offre de formations complémentaires (notamment dans le domaine de l'agriculture et de l'agroalimentaire) et de séjours linguistiques au sein de l'Hexagone.

## Sport
La France et l'Ukraine se sont affrontées en football lors des barrages de la Coupe du monde de football de 2014, qui fut l'un des plus serrés. Alors que l'Ukraine gagna le premier match aisément (2-0), la France créa l'exploit en inversant la tendance à domicile en marquant trois buts (3-0), se qualifiant dès lors pour le tournoi mondial.

## Diaspora ukrainienne
La diaspora ukrainienne en France commence en avec les pogroms de la fin du tsarisme et la révolution de 1905 dans l'Empire russe, elle se poursuit au cours du XXe siècle. En 2021, 18 000 Ukrainiens ont un titre de séjour et, selon Borys Gudziak, la communauté ukrainienne comporte entre 80 000 et 100 000 personnes, dont 30 000 en Ile-de-France,.
En 2022, à la suite de l’invasion russe de l’Ukraine, 115 000 Ukrainiens se sont réfugiés en France. Selon la Cour des comptes, la France a engagé 634 millions d’euros pour organiser cet accueil.

## Le souvenir de Holodomor en France

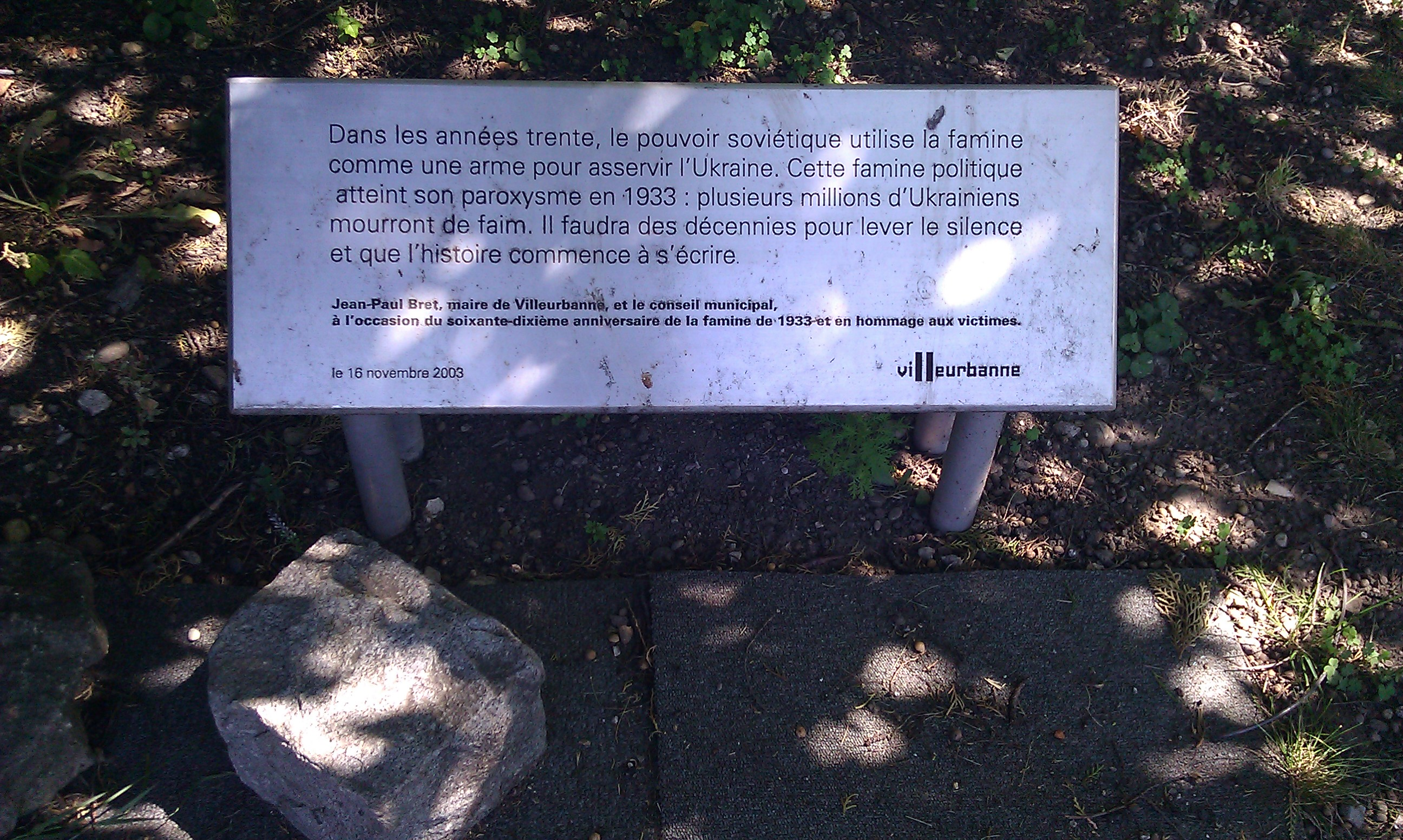
Plaque de commémoration de l'Holodomor à l'Église St-Anathase de Villeurbanne.

La communauté ukrainienne française travaille pour la reconnaissance de la grande famine de 1933, dite Holodomor. Elle a organisé de nombreuses cérémonies civiles, notamment à l'Arc de Triomphe. Elle appuie ces commémorations par le témoignage de personnes ayant vécu ces événements. Mais la population française comprend mal l'association de Simon Petlioura à ces commémorations. Ce dernier, héros national ukrainien, est aussi associé, à tort ou à raison, à divers pogroms anti-juifs. Aussi la communauté ukrainienne, au lieu d'organiser les commémorations dans un espace civil, s'est mise à préférer l'espace religieux, tels la cathédrale de Paris, ou le sanctuaire marial de Lourdes. L'espace religieux est d'autant plus apprécié que Simon Petlioura a été assassiné en France en 1926, mourant à l’hôpital de la charité, ses partisans priant pour lui dans la chapelle de l'hôpital, chapelle devenant ensuite le siège et la cathédrale de l'église gréco-catholique ukrainiene, église pouvant ainsi revendiquer un martyr sur son sol. L'assassin de Petlioura fut acquitté par la justice française, ce qui mit le comble à l'incompréhension des ukrainiens, et appuya leur choix de lieux religieux comme espace de commémoration. L'importance des témoins dans les commémorations appuie également le cadre religieux : il n'existe aucune reconnaissance formelle du drame, les autorités soviétiques de l'époque ayant voulu cacher l'événement. Dans le rapport aux témoignages et aux événements, l'église gréco-catholique permet de vivre la commémoration plus intensément : pour les catholiques la mort n'est qu'une transition, et il est même possible de parler aux morts, donc aux victimes de la tragédie, pendant la cérémonie, chose évidemment impossible dans un contexte laïc français.

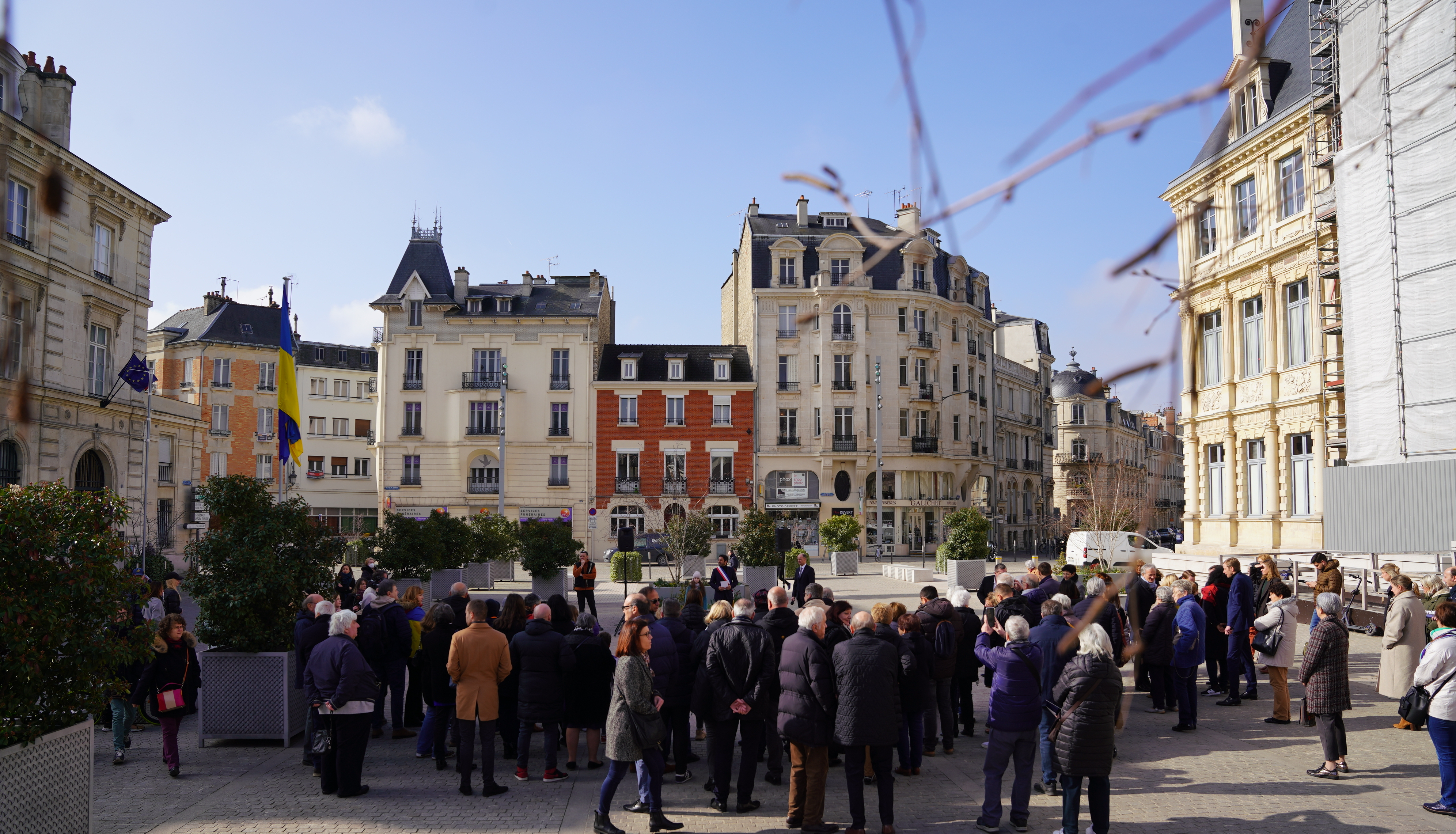
Commémoration à Reims du 24 février 2022.